# Museu da Cidade de Gotemburgo
O Museu da Cidade de Gotemburgo (em sueco:  Göteborgs stadsmuseum) é um museu dedicado à história de Gotemburgo e da região do Oeste da Suécia.
Está alojado na antiga Casa das Índias Orientais (Ostindiska huset), junto ao Grande Canal de Gotemburgo (Stora Hamnkanalen) na parte central da cidade.
O atual museu nasceu da fusão de cinco museus em 1996, o que resultou num espólio de 1 milhão de objetos e 2 milhões de fotografias, além de uma biblioteca com  100 000 volumes.

Está vocacionado para mostrar o presente e a história da cidade nos últimos 12 000 anos, desde a Pré-história aos tempos atuais, com destaque para o navio víquingue de Äskekärr, diversas moedas medievais e porcelana das Índias Orientais. Dispõe igualmente de um café e restaurante, e de uma loja.